# Горбунов, Николай Павлович
Николай Павлович Горбунов (1925—2012) — генерал-майор Советской Армии.

## Биография
Николай Горбунов родился 20 декабря 1925 года в селе Золотое (ныне — Красноармейский район Саратовской области). В 1943 году окончил десять классов Сталинградской специальной школы военно-воздушных сил. С того же года — в Рабоче-крестьянской Красной Армии. В 1944 году Горбунов окончил Челябинское военно авиационное училище штурманов, после чего до 1950 года служил на штурманских должностях. С 1950 года служил на партийных и политических должностях. В 1959 году окончил Военно-политическую академию имени В. И. Ленина. Служил заместителем командира 21-го отдельного дальнеразведывательного авиаполка Авиации дальнего действия (1959—1960), начальником политотдела и заместителем командира авиаполка (1960—1967), начальником политотдела 22-й гвардейской тяжёлой бомбардировочной авиадивизии Авиации дальнего действия (1967—1972).
С 1972 года проживал в Смоленске, служил в должности начальника политотдела 6-го особого тяжёлого бомбардировочного корпуса. В 1980—1985 годах был начальником политотдела и одновременно членом Военного совета 46-й воздушной Краснознамённой армии Верховного главнокомандования стратегического назначения. В мае 1986 года в звании генерал-майора авиации Николай Горбунов вышел в отставку.
Умер 22 февраля 2012 года, похоронен на Братском кладбище Смоленска.
Делегат XXVI съезда КПСС, депутат Смоленского областного Совета народных депутатов двух созывов. Был награждён орденами Трудового Красного Знамени, Красной Звезды и «За службу Родине в Вооружённых Силах СССР» 3-й степени, а также рядом медалей.